# Gran Premio Argentino de Carretera
El Gran Premio Argentino de Carretera fue una competencia de Automovilismo de velocidad por etapas, disputada anualmente entre 1910 y 1980, en caminos públicos de Argentina y, en algunas ediciones, Chile, Bolivia, Perú, Ecuador, Colombia y Venezuela.
Fue disputada inicialmente con automóviles de Fuerza Libre y desde 1935 con Automóviles de turismo, que en 1937, junto con otras carreras como el Gran Premio del Sur y las Mil Millas Argentinas, dieron origen al Turismo Carretera.
El Gran Premio tiene una importancia decisiva en la historia del automovilismo argentino, ya que para esta carrera surgieron los reglamentos técnicos del Turismo de Carretera en 1937 y del Turismo Standard (luego Turismo Nacional) en 1953. En 1979, el TC2000 nació como una escisión del TC. Y a su vez, el Rally Argentino se separó del TN en 1980. En síntesis, un 70% de las categorías actuales descienden directa o indirectamente del Gran Premio.

## Nombres oficiales
| Años        | Denominación oficial                                 |
| ----------- | ---------------------------------------------------- |
| 1910 - 1934 | Gran Premio Nacional                                 |
| 1935        | Gran Premio Internacional                            |
| 1936        | Gran Premio Internacional "Virginio Francisco Grego" |
| 1937-1939   | Gran Premio Argentino                                |
| 1940        | Gran Premio Internacional del Norte                  |
| 1947        | Gran Premio Internacional                            |
| 1948        | Gran Premio de la América del Sur                    |
| 1949        | Gran Premio de la República                          |
| 1950-67     | Gran Premio Argentino de Carretera                   |
| 1970        | Gran Premio de TC Fórmula A                          |
| 1971-78     | Gran Premio de TC                                    |
| 1980        | Gran Premio Unión de Cuatro Provincias               |

.

## Historia

### Primeras ediciones
La primera edición, que unió las ciudades de Buenos Aires y Córdoba y contó con 7 participantes, había sido planeada para ser completada en 3 días, pero debido a una gran lluvia que abnegó los caminos de tierra, se necesitaron 6 días para completar el recorrido. La competencia fue ganada por Juan Cassoulet a bordo de un De Dion Bouton a un promedio de 24,723 km/h, sobre una distancia de 729 kilómetros. El recorrido se repetiría en sentido inverso, en 1914, con victoria de Abel Ireneo Poblet (Imperia). En 1916, 1921, 1922 y 1923 el recorrido pasa a ser entre Morón y Rosario y regreso, y con la mejora de los caminos, los promedios de velocidad eran cada vez más altos (en 1923 Guillermo Burke ganó la carrera de 700 kilómetros con un promedio de 62,269 km/h).

### Progreso
Entre 1924 y 1930 el recorrido se extendió, pasando a ser entre Morón y Córdoba y regreso, inicialmente con 4 etapas (ida y vuelta con escala en Rosario) y posteriormente con 2 largas etapas. En 1929, en la edición ganada por Raúl Riganti (Hudson, 105,953 km/h) perdió la vida uno de los grandes pilotos argentinos de principios de siglo: París Giannini, de 56 años, quien al volante de un Graham Paige volcó cerca de Arrecifes apenas iniciada la carrera y murió instantáneamente junto a su acompañante Dino Papini. Tras el hecho los pilotos que corrían con Graham Paige se retiraron de la carrera y todos los pilotos restantes llevaron un crespón negro en sus radiadores durante el resto de la carrera. En 1931 y 1932 la largada pasó a ser en Luján, mientras el número de participantes ascendía notablemente (en 1931 partciparon 43 tripulaciones). En 1933 (Florencio Varela-Bahía Blanca) se produjo un hecho insólito: en la etapa de vuelta, tras la lluvia caída en Ayacucho que complicó el camino, sólo un corredor de 35 participantes pudo terminar la carrera, Roberto Lozano manejando un Ford.

### Campeonato Argentino y fin de una etapa

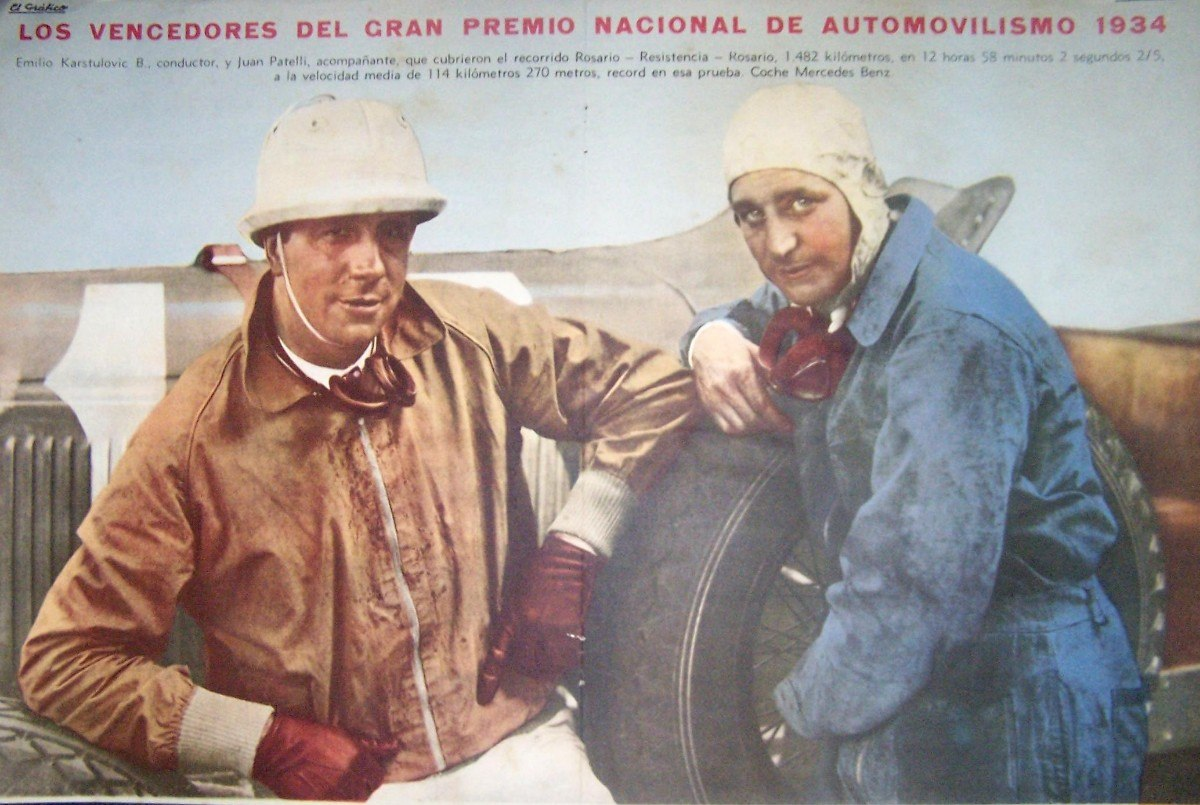
Emilio Karstulovich, ganador de la edición 1934, junto a su acompañante Juan Patelli.

En abril de 1933, se aplica la prohibición de realizar carreras en las rutas de la Provincia de Buenos Aires tras la muerte de Domingo Bucci en el Gran Premio de Arrecifes, disputado en marzo de ese año. Por tal razón, en 1934 el recorrido pasa a ser entre Rosario y Resistencia.
En esta carrera se produce otro accidente, cuando en la línea de llegada un espectador ebrio se cruzó en el camino del REO de Ernesto Blanco, quien por esquivarlo desvió su trayectoria y atropelló al público, matando a 13 personas. Este accidente provocó la prohibición de las carreras de autos en todo el país.
Aquella edición iba a ser la fecha inicial del primer Campeonato Argentino de Automovilismo, título otorgado por el ACA, pero dicha suspensión no permitió que se disputen las otras carreras previstas, y el título quedó en poder de Emilio Karstulovich, ganador de ese Gran Premio que cerró una etapa.
Las cuatro ediciones siguientes también formaron parte de dicho certamen, que a partir de 1935 se conformó de otras carreras importantes como las 500 Millas de Rafaela y las Mil Millas Argentinas.

### Expansión definitiva
La edición de 1935 es una auténtica bisagra en la historia de la carrera, ya que en ese año nacieron muchos aspectos deportivos y reglamentarios que marcaron el rumbo del automovilismo rutero argentino en las décadas siguientes.
A principios de 1935, el campeón Emilio Karstulovich, aficionado a las largas travesías en automóvil, elevó una sugerencia para incrementar la dificultad de la carrera, aumentando su extensión y la cantidad de días de carrera, la cual fue aceptada por el ACA. Su mediación también fue fundamental para conseguir el apoyo del Automóvil Club de Chile, en cuyo país se desarrollaron tres de las siete etapas de la carrera.
La dureza del evento propició que la mayoría de los pilotos participantes emplearan automóviles de turismo con mejoras mecánicas elaboradas por ellos mismos, los cuales eran mucho más resistentes que las baquets de carrera empleadas hasta entonces. Podría tratarse del auténtico nacimiento del Turismo Carretera, aunque la ACTC otorgó esa condecoración a la realización de 1937.
Sin embargo, un reducido grupo continuó empleando coches "de carrera" ya que el techo no era obligatorio y los mínimos requisitos reglamentarios (Faros, correas de capó, extinguidor) eran fácilmente instalables en esos bólidos.
Las prohibiciones de 1933 y 1934 aún continuaban vigentes, razón por la cual la carrera se  definió con un sistema de puntos en contra similar al de las pruebas de regularidad (entonces llamadas raid), que reemplazaba a la clasificación por suma de tiempos utilizada hasta entonces.
La competencia se conformó de seis etapas con promedio limitado a 60 km/h y una sola de carrera neta, disputada íntegramente en territorio chileno.
En las etapas de promedio limitado, se sumaba un punto en contra por cada minuto de retraso al tiempo equivalente a la distancia recorrida (Por ejemplo: a un recorrido de 600 km, a 60 km/h, le corresponden matemáticamente 10 horas, las cuales pasaban a ser el tiempo máximo). Quien tardara menos tiempo que el máximo permitido, no sumaría ningún punto en contra. Si se terminaba con un minuto de retraso (no se contaban segundos), se añadía un punto. A dos minutos, correspondían dos puntos, y así sucesivamente. En las etapas de montaña, el cumplimiento de esos tiempos se dificultaba notablemente.
En la única etapa de velocidad neta, el más rápido no tendría puntos en contra. A un minuto de diferencia con el ganador, correspondía un punto. A dos minutos, dos puntos, y así sucesivamente.
Ganaría quien menos puntos en contra acumulara al final de las siete etapas. También se sumaban puntos en contra por retrasos en la hora de salida o por infracciones al reglamento técnico, como la rotura de los precintos de motor y chasis.
La victoria quedó en manos del neuquino Arturo Kruuse a bordo de un Plymouth. Este éxito también le dio puntos fundamentales para conquistar el segundo Campeonato Argentino de Automovilismo, que aquel año se conformó de siete fechas.
Las prohibiciones fueron levantadas al año siguiente, lo cual permitió que la edición de 1936 (ganada por Raúl Riganti con un Hudson Terraplane), sobre un recorrido ampliado, fuera una competencia de velocidad pura, aunque limitada a 120 km/h.

### Oficialización de los autos con techo
La de 1937 sería otra edición importante, no solo para la historia de la prueba, sino también para el automovilismo argentino. Hasta ese año, las competencias en ruta podían ser disputadas por cualquier coche de carrera. A partir de esta edición, solamente podrían intervenir los automóviles  que contaran con una carrocería con techo. También eran habilitados los  modelos cabriolet, con la condición de llevar la capota desplegada durante el evento. En tanto, los bólidos de carrera quedaban confinados a las pruebas en circuito.
Por este motivo, la ACTC la considera como la primera carrera de TC de la historia, a pesar de que aún formaba parte del viejo Campeonato Argentino de Automovilismo, que también incluía pruebas en pista.
Esa histórica competencia fue ganada por el arrecifeño Ángel Lo Valvo, quien desde su debut en 1936 utilizaba el seudónimo Hipómenes para ocultarle a su madre que corría.
Prontamente, el flamante reglamento técnico de los Coches tipo Gran Premio (como se los llamaba entonces) fue adoptado por otros organizadores para ser aplicado en carreras como el Circuito Correntino y las Mil Millas Argentinas, estructurando así a la nueva disciplina automovilística.
En 1938 se prohíben los automóviles cabriolet, quedando los turismos de techo metálico como los únicos habilitados para tomar parte del ya tradicional Gran Premio, ganado ese año por Ricardo Risatti. Además, la prueba comienza a ser complementada por el Gran Premio del Sur, cuyo primer vencedor fue el uruguayo Héctor Suppici Sedes.

### Primer Campeonato de TC
En 1939 se produce la primera división en el automovilismo argentino. La Comisión Deportiva del ACA decide dividir al viejo Campeonato Argentino en tres nuevos torneos: el Campeonato de Pista (carreras en circuitos que no superen los 5 km de extensión), el de Velocidad (circuitos que permitan promedios superiores a los 120 km/h) y el de Carretera (pruebas en ruta reservadas a coches de turismo). Si un piloto lograba ganar dos o los tres títulos, sería considerado Campeón Absoluto.
Al certamen de Carretera (luego TC) se incorporó el Gran Premio 1939, del cual solo lograron disputarse dos de las diez etapas previstas debido a un diluvio que dejó a muchos competidores varados en los difíciles caminos de Entre Ríos.
Semanas después, el ACA improvisó un Gran Premio Extraordinario que desde Córdoba completó gran parte del recorrido originalmente planeado. Ambas carreras fueron ganadas por Oscar Gálvez, quien tenía de acompañante a su hermano menor Juan, luego también exitoso corredor.

### Proyección internacional
La edición de 1940 (Buenos Aires-Lima y regreso), con la Segunda Guerra Mundial ya en marcha, recuperó el carácter internacional de la carrera, ya que además de Argentina, atravesó Bolivia y Perú. Un joven Juan Manuel Fangio logró su primera victoria en el TC y la primera para Chevrolet.
La imposibilidad de conseguir repuestos por la guerra obligó al ACA a suspender la prueba en 1941, reemplazándola por una carrera de 12 horas en Rafaela. Para 1942 se pensó en un Gran Premio con largada en Caracas y llegada en Buenos Aires, pero no se realizó.
La actividad recién retornaría en 1947, con un recorrido que cruzaba a Chile vía Mendoza y retornaba al país a través del flamante Paso de San Francisco. Con su victoria, Oscar Gálvez obtenía su primer Campeonato de Carretera. Además, al haberse consagrado también Campeón Argentino de Pista, a bordo de su famoso Alfa Romeo, se convertía en el primer piloto proclamado Campeón Argentino Absoluto.

### Gran Premio de la América del Sur: La gran epopeya
En 1948, el ACA decidió retomar el proyecto Caracas-Buenos Aires abandonado en 1942 y decidió, además de invertir el recorrido, agregarle un tramo de vuelta desde Lima atravesando Chile. Ambos tramos tuvieron definición deportiva independiente una de la otra (o sea, dos carreras en un solo Gran Premio). Así se estructuró el Gran Premio de la América del Sur, con casi 15000 kilómetros de recorrido total.
La ida hasta Caracas, tras extenuantes 14 etapas y 9579 kilómetros de caminos de montaña, fue ganada por el coscoíno Domingo Marimón, luego de que Oscar Gálvez, vencedor en la ruta, fuera descalificado por recibir ayuda externa. En las semanas posteriores, fue tanta la polémica desatada que hasta el presidente argentino Juan Domingo Perón tuvo que intervenir.
A diferencia del tramo de ida, el regreso desde Lima discurría sobre caminos de llanura, aptos para altas velocidades. Finalmente, Oscar Gálvez se tomó revancha y ganó la carrera, sumando puntos para retener el Campeonato de Carretera y, nuevamente, el Campeonato Absoluto.

### 1949: El más largo de la historia
Al año siguiente, la carrera retomó definitivamente su carácter local, aunque no fue un impedimento para que su recorrido de 11035 kilómetros fuera el más largo de la historia de la carrera y también del TC. El mismo pasaba por 18 provincias. Y la Capital Federal servía como largada simbólica.
Juan Gálvez lograba su primera victoria en la prueba y su primer Campeonato Argentino. Esta sería la primera de una serie de cinco victorias que se extendería a lo largo de toda la década del 50. En su última carrera en los caminos argentinos antes de partir a Europa, Juan Manuel Fangio quedaba en segundo lugar.

### Llegadas en el Autódromo
Para 1952, la Argentina pasaba por un fuerte período inflacionario que encarecía la preparación de coches de carrera. Por esta razón,  el ACA decidió acortar el recorrido y la cantidad de etapas, que pasaron a ser solamente tres (Buenos Aires a Mendoza, a Catamarca y regreso). 
Por primera vez, la meta se ubicó en el Autódromo de Buenos Aires, que había sido inaugurado en marzo de ese año. El puntano Rosendo Hernández le arrebató la carrera a Juan Gálvez por apenas 31"2/5.
Al año siguiente, se reeditó el viejo recorrido Buenos Aires-Córdoba de las décadas del 20 y 30, esta vez en rutas de asfalto. Nuevamente la llegada sería en el Autódromo, al igual que la largada. Fue la única victoria de los hermanos Dante y Torcuato Emiliozzi en la historia particular de la prueba, a bordo de su famosa galera.

## Ganadores
Las ediciones fuera de campeonato aparecen con fondo rosado.

Las ediciones que contaron para el Campeonato Argentino de Automovilismo aparecen con fondo verde.

Las ediciones que puntuaron para el Campeonato Argentino de Turismo de Carretera aparecen con fondo blanco.

### Por pilotos
Incluye los Grandes Premios del Sur de 1938 y 1939, organizados por el ACA.
| Victorias (Como piloto) | Piloto               | Victorias como piloto                                                               | Victorias como acompañante   |
| ----------------------- | -------------------- | ----------------------------------------------------------------------------------- | ---------------------------- |
| 7                       | Oscar Gálvez         | 1939 - 1939 (Extraordinario) - 1947 - 1948 (Lima-Buenos Aires) - 1954 - 1960 - 1961 |                              |
| 5                       | Juan Gálvez          | 1949 - 1950 - 1951 - 1956 - 1958                                                    | 1939 - 1939 (Extraordinario) |
| 2                       | Mariano De La Fuente | 1921 - 1924                                                                         |                              |
| 2                       | Antonio Juan Gaudino | 1927 - 1930                                                                         |                              |
| 2                       | Raúl Riganti         | 1929 - 1936                                                                         |                              |
| 2                       | Ángel Lo Valvo       | 1937 - 1939 (Sur)                                                                   |                              |
| 2                       | Carlos Pairetti      | 1963 - 1966                                                                         |                              |
| 2                       | Juan María Traverso  | 1974 - 1978                                                                         |                              |
| 1                       | Domingo Bucci        | 1928                                                                                | 1926                         |
| 1                       | Juan Cassoulet       | 1910                                                                                |                              |
| 1                       | Abel Ireneo Poblet   | 1914                                                                                |                              |
| 1                       | Manuel Diez          | 1916                                                                                |                              |
| 1                       | Antonio Ovides       | 1922                                                                                |                              |
| 1                       | Guillermo Burke      | 1922                                                                                |                              |
| 1                       | Ángel Marelli        | 1925                                                                                |                              |
| 1                       | Tomás Roatta         | 1926                                                                                |                              |
| 1                       | Carlos Zatuszek      | 1931                                                                                |                              |
| 1                       | Ernesto Blanco       | 1932                                                                                |                              |
| 1                       | Roberto Lozano       | 1933                                                                                |                              |
| 1                       | Emilio Karstulovic   | 1934                                                                                |                              |
| 1                       | Arturo Kruuse        | 1935                                                                                |                              |
| 1                       | Héctor Suppici Sedes | 1938 (Sur)                                                                          |                              |
| 1                       | Ricardo Risatti      | 1938                                                                                |                              |
| 1                       | Juan Manuel Fangio   | 1940                                                                                |                              |
| 1                       | Domingo Marimón      | 1948 (Buenos Aires-Caracas)                                                         |                              |
| 1                       | Rosendo Hernández    | 1952                                                                                |                              |
| 1                       | Dante Emiliozzi      | 1953                                                                                |                              |
| 1                       | Marcos Ciani         | 1957                                                                                |                              |
| 1                       | Rodolfo De Álzaga    | 1959                                                                                |                              |
| 1                       | Félix Peduzzi        | 1962                                                                                |                              |
| 1                       | Juan Manuel Bordeu   | 1964                                                                                |                              |
| 1                       | Eduardo Casá         | 1965                                                                                |                              |
| 1                       | Eduardo Copello      | 1967                                                                                |                              |
| 1                       | Rubén Luis Di Palma  | 1970                                                                                |                              |
| 1                       | Carlos Marincovich   | 1971                                                                                |                              |
| 1                       | Héctor Gradassi      | 1972                                                                                |                              |
| 1                       | Jorge Recalde        | 1975                                                                                |                              |
| 1                       | Francisco Espinoza   | 1980                                                                                |                              |

.

### Por marcas
| Victorias | Marca          | Ediciones |
| --------- | -------------- | --- |
| 25        | Ford           | 1937 - 1938 (Sur) - 1938 - 1939 (Sur) - 1939 - 1939 (Extraordinario) - 1947 - 1948 (Lima-Buenos Aires) - 1949 - 1950 - 1951 - 1952 - 1953 - 1954 - 1956 - 1957 - 1958 - 1959 - 1960 - 1961 - 1965 - 1972 - 1974 - 1975 - 1978 |
| 8         | Chevrolet      | 1940 - 1948 (Buenos Aires-Caracas) - 1957 - 1962 - 1963 - 1964 - 1966 - 1980 |
| 4         | Studebaker     | 1922 - 1923 - 1924 - 1925 |
| 4         | Hudson         | 1926 - 1928 - 1929 - 1936 |
| 3         | Torino         | 1967 - 1970 - 1971 |
| 2         | Mercedes-Benz  | 1931 - 1934 |
| 1         | De Dion-Bouton | 1910 |
| 1         | Springuel      | 1914 |
| 1         | Mors           | 1916 |
| 1         | Packard        | 1921 |
| 1         | Hupmobile      | 1927 |
| 1         | Chrysler       | 1930 |
| 1         | REO            | 1932 |
| 1         | Plymouth       | 1935 |

.

### Por año
| Año         | N.º           | Cat.          | Recorrido                                                                                                   | Distancia (km)    | Piloto / Acompañantes                  | Automóvil                 | Media (km/h) | Notas |
| ----------- | ------------- | ------------- | --- | ----------------- | -------------------------------------- | ------------------------- | --- | --- |
| 1910        | I*            | Libre         | Buenos Aires Córdoba                                                                                        | 759 (2 etapas)    | Juan Cassoulet Julián García Luis Pica | De Dion-Bouton            | 24,723 | Originalmente planeado en tres días, se necesitaron seis para completar el recorrido debido al deterioro de los caminos por la lluvia                                                                                   |
| 1911 - 1913 | No se disputó | No se disputó | No se disputó                                                                                               | No se disputó     | No se disputó                          | No se disputó             | No se disputó | No se disputó |
| 1914        | II*           | Libre         | Córdoba Morón                                                                                               | 711 (2 etapas)    | Abel Ireneo Poblet José Castaño        | Springuel                 | 49,514 | Por primera vez, la meta se ubica en Morón. Seguirá siéndolo hasta 1930 |
| 1915        |               | Libre         | Córdoba Morón                                                                                               | 711 (2 etapas)    | Suspendido por lluvia                  | Suspendido por lluvia     | Suspendido por lluvia | Suspendido por lluvia |
| 1915        |               | Libre         | Hipódromo de San Martín                                                                                     | 500               | Mario Filippini                        | Fiat                      | | Carrera realizada en mayo de 1915 para reemplazar a la edición suspendida por lluvia en febrero. Posteriormente desechada del historial por disputarse en un circuito                                                   |
| 1916        | III*          | Libre         | Morón Rosario regreso                                                                                       | 780 (2 etapas)    | Manuel Diez                            | Mors                      | 51,675 | Recorrido reducido a Rosario, manteniendo el formato de dos etapas |
| 1917 - 1919 | No se disputó | No se disputó | No se disputó                                                                                               | No se disputó     | No se disputó                          | No se disputó             | No se disputó | No se disputó |
| 1920        |               | Libre         | Morón Rosario regreso                                                                                       | 780 (2 etapas)    | Suspendido por mal tiempo              | Suspendido por mal tiempo | Suspendido por mal tiempo | Suspendido por mal tiempo |
| 1921        | IV*           | Libre         | Morón Rosario regreso                                                                                       | 700 (2 etapas)    | Mariano De La Fuente                   | Packard                   | 63,253 | |
| 1922        | V*            | Libre         | Morón Rosario regreso                                                                                       | 700 (2 etapas)    | Antonio Ovides                         | Studebaker                | 67,324 | |
| 1923        | VI*           | Libre         | Morón Rosario regreso                                                                                       | 700 (2 etapas)    | Guillermo Burke Nicolás Pianelli       | Studebaker                | 62,269 | |
| 1924        | VII*          | Libre         | Morón Córdoba regreso                                                                                       | 1517 (4 etapas)   | Mariano De La Fuente                   | Studebaker                | 49,379 | La carrera regresa a Córdoba tras 10 años. Por primera vez se disputan 4 etapas |
| 1925        | VIII*         | Libre         | Morón Córdoba regreso                                                                                       | 1517 (4 etapas)   | Ángel Marelli                          | Studebaker                | 70,760 | Se implementa el control aéreo para vigilar que los participantes no se aparten del itinerario oficial |
| 1926        | IX*           | Libre         | Morón Córdoba regreso                                                                                       | 1517 (4 etapas)   | Tomás Roatta Domingo Bucci             | Hudson                    | 77,489 | |
| 1927        | X*            | Libre         | Morón Córdoba regreso                                                                                       | 1507 (3 etapas)   | Antonio Juan Gaudino                   | Hupmobile                 | 79,999 | Se reduce la cantidad de etapas de 4 a 3, manteniendo la distancia total. Primera participación internacional (El brasileño Ireneo Meyer Correa da Silva, con Studebaker)                                               |
| 1928        | XI*           | Libre         | Morón Córdoba regreso                                                                                       | 1507 (3 etapas)   | Domingo Bucci Damián Astraldi          | Hudson                    | 96,723 | |
| 1929        | XII*          | Libre         | Morón Córdoba regreso                                                                                       | 1507              | Raúl Riganti Universo Seivane          | Hudson                    | 105,953 | París Gianini (Graham Paige) y su acompañante Dino Papini pierden la vida en la primera etapa, en las cercanías de Arrecifes. Por primera vez se superan los 100 km/h de promedio                                       |
| 1930        | XIII*         | Libre         | Morón Córdoba regreso                                                                                       | 1507 (2 etapas)   | Antonio Juan Gaudino                   | Chrysler                  | 82,422 | Las etapas se reducen de 3 a 2, manteniendo la distancia total |
| 1931        | XIV*          | Libre         | Luján Córdoba regreso                                                                                       | 1480 (2 etapas)   | Carlos Zatuszek Juan Maczak            | Mercedes-Benz             | | Luján reemplaza a Morón como largada y llegada de la carrera |
| 1932        | XV*           | Libre         | Luján Córdoba regreso                                                                                       | 1480 (2 etapas)   | Ernesto Blanco Atilio Plini            | REO                       | 93,345 | Último Gran Premio con el recorrido original Buenos Aires-Córdoba, aunque será reeditado en 1953 sobre caminos pavimentados                                                                                             |
| 1933        | XVI*          | Libre         | Florencio Varela Bahía Blanca regreso                                                                       | 1610 (2 etapas)   | Roberto Lozano                         | Ford                      | | Por única vez, la carrera se disputó únicamente en una sola provincia (Buenos Aires). Solamente el ganador completó el recorrido debido a la lluvia                                                                     |
| 1934        | XVII*         | Libre         | Rosario Resistencia regreso                                                                                 | 1482 (2 etapas)   | Emilio Karstulovic Juan Patelli        | Mercedes-Benz             | 114,72 | Por la prohibición del automovilismo deportivo en la provincia de Buenos Aires, la carrera se mudó a Chaco y Santa Fe. Por primera vez fue válida por el Campeonato Argentino de Automovilismo                          |
| 1935        | XVIII*        | Libre         | Buenos Aires Santiago Temuco Florencio Varela                                                               | 4059 (7 etapas)   | Arturo Kruuse Manuel Palmero           | Plymouth                  | Los primeros coches de turismo compiten mano a mano con las baquets. Carrera definida por puntos en contra. Primera salida del país. | Los primeros coches de turismo compiten mano a mano con las baquets. Carrera definida por puntos en contra. Primera salida del país.                                                                                    |
| 1936        | XIX*          | Libre         | Buenos Aires Santiago Temuco Bariloche Comodoro Rivadavia La Plata                                          | 6865 (9 etapas)   | Raúl Riganti Ramón Borthiry            | Hudson                    | 76,5 | Se levanta la prohibición en Buenos Aires y el Gran Premio vuelve a ser una competencia de velocidad. Se implementa la toma de tiempos por láser por primera vez en el país                                             |
| 1937        | XX*           | TC            | Buenos Aires Córdoba Corrientes Santiago del Estero Jujuy Mendoza Bahía Blanca La Plata                     | 6894 (10 etapas)  | Ángel Lo Valvo Antonio Spampinato      | Ford V8                   | 85,535 | Considerada por ACTC como la primera carrera de la historia del TC. Por primera vez, el techo es obligatorio en los coches participantes. Debut de Oscar Gálvez                                                         |
| 1938        | XXII*         | TC            | Buenos Aires Corrientes Santiago del Estero La Quiaca La Rioja Córdoba Mendoza Bahía Blanca Tandil La Plata | 7342 (10 etapas)  | Ricardo Risatti Pedro Esteban          | Ford V8                   | 83,048 | Se hace obligatorio el techo metálico. Debut de Juan Manuel Fangio como acompañante de Luis Finochietti |
| 1939        | XXIV*         | TC            | Buenos Aires Córdoba Concordia                                                                              | 1379 (2 etapas)   | Oscar Gálvez Juan Gálvez               | Ford V8                   | 76,699 | Puntuable por el primer Campeonato de Carretera. Finalizado por lluvia con apenas dos etapas cumplidas de nueve planeadas                                                                                               |
| 1939        |               | TC            | Córdoba Jujuy San Juan Bahía Blanca La Plata                                                                | 4602 (7 etapas)   | Oscar Gálvez Juan Gálvez               | Ford                      | 98,999 | "Gran Premio Extraordinario", creado para completar el recorrido del anterior. También formó parte del campeonato de carretera                                                                                          |
| 1940        | XXV*          | TC            | Buenos Aires Lima Luján                                                                                     | 9357 (13 etapas)  | Juan Manuel Fangio Hector Tieri        | Chevrolet Master          | 86,176 | Primera victoria de Chevrolet en competencias en ruta en Argentina |
| 1941 - 1946 | No se disputó | No se disputó | No se disputó                                                                                               | No se disputó     | No se disputó                          | No se disputó             | No se disputó | No se disputó |
| 1947        | XXVI*         | TC            | Buenos Aires Viña del Mar Copiapó Resistencia Luján                                                         | 5374 (6 etapas)   | Oscar Gálvez Federico Herrero          | Ford V8                   | 96,526 | |
| 1948        | XXVII*        | TC            | Buenos Aires Guayaquil Caracas                                                                              | 9579 (14 etapas)  | Domingo Marimón Pedro Duhalde          | Chevrolet Master          | 80,726 | Gran Premio desdoblado en dos carreras, una de ida (Buenos Aires-Caracas) y otra de vuelta (Lima-Buenos Aires). Por única vez se visitan Ecuador, Colombia y Venezuela                                                  |
| 1948        | XXVII*        | TC            | Lima Santiago Buenos Aires                                                                                  | 4833 (5 etapas)   | Oscar Gálvez Federico Herrero          | Ford V8                   | 102,090 | Gran Premio desdoblado en dos carreras, una de ida (Buenos Aires-Caracas) y otra de vuelta (Lima-Buenos Aires). Por única vez se visitan Ecuador, Colombia y Venezuela                                                  |
| 1949        | XXVIII*       | TC            | Isidro Casanova Río Gallegos Jujuy Puerto Iguazú Santa Fe Buenos Aires                                      | 11035 (12 etapas) | Juan Gálvez Roberto Gálvez             | Ford V8                   | 105,497 | La carrera de ruta (sin tramos de enlace) más larga jamás realizada en territorio argentino. Última carrera en ruta de Juan Manuel Fangio                                                                               |
| 1950        | XXIX*         | TC            | Don Torcuato Resistencia Catamarca Neuquén Ezeiza                                                           | 5780 (5 etapas)   | Juan Gálvez Roberto Gálvez             | Ford V8                   | 121,823 | |
| 1951        | XXX           | TC            | Bernal San Juan Orán Formosa Ingeniero Maschwitz                                                            | 8457 (9 etapas)   | Juan Gálvez Roberto Gálvez             | Ford V8                   | 111,552 | Originalmente planeado en 10 etapas, por la lluvia se suspenden dos etapas en Corrientes, Misiones y Entre Ríos y se las reemplaza por un viaje directo desde Formosa hasta Santa Fe                                    |
| 1952        | XXXI          | TC            | Buenos Aires Mendoza Catamarca Autódromo                                                                    | 4107 (3 etapas)   | Rosendo Hernández Rubén Vega           | Ford V8                   | 123,210 | Por la situación económica del país, el Gran Premio solo tiene 3 etapas |
| 1953        | XXXII         | TC            | Buenos Aires La Carlota Córdoba Santa Fe Autódromo                                                          | 1633 (2 etapas)   | Dante Emiliozzi Torcuato Emiliozzi     | Ford V8                   | 166,588 | Se estrena la nueva categoría "Standard" (luego Turismo Nacional), compartiendo la clasificación con el TC. Por primera vez la meta de la carrera se ubica en el Autódromo de Buenos Aires. Permanecerá allí hasta 1960 |
| 1954        | XXXIII        | TC            | Buenos Aires Resistencia Salta Mendoza Autódromo                                                            | 5543 (5 etapas)   | Oscar Gálvez Eduardo Martins           | Ford V8                   | 116,347 | Como parte del festejo por el cincuentenario del ACA, la carrera fue planeada sobre 12000 km. y 30 días de carrera. Los corredores se opusieron a la idea y el Gran Premio se disputó a 5 etapas                        |
| 1955        | No se disputó | No se disputó | No se disputó                                                                                               | No se disputó     | No se disputó                          | No se disputó             | No se disputó | No se disputó |
| 1956        | XXXIV         | TC            | Buenos Aires Bariloche Jujuy San Luis Autódromo                                                             | 7440 (9 etapas)   | Juan Gálvez Juan Carlos Perna          | Ford V8                   | 107,3 | |
| 1957        | XXXV          | TC            | Buenos Aires Tucumán San Juan Bahía Blanca Autódromo                                                        | 4911 (8 etapas)   | Marcos Ciani Santos Bozzone            | Chevrolet Master          | 123,3 | Sobre el mismo recorrido, se disputa paralelamente el I Gran Premio para coches Standard, con clasificación separada del TC                                                                                             |
| 1958        | XXXVI         | TC            | Buenos Aires Salta San Juan Bahía Blanca Autódromo                                                          | 5491 (7 etapas)   | Juan Gálvez Raúl Cottet                | Ford V8                   | 123,3 | |
| 1959        | XXXVII        | TC            | Buenos Aires San Juan Catamarca Córdoba Autódromo                                                           | 3950 (5 etapas)   | Rodolfo De Álzaga Domingo Colanero     | Ford V8                   | 128,463 | |
| 1960        | XXXVIII       | TC            | Buenos Aires Villa Carlos Paz Mendoza Tucumán Córdoba Autódromo                                             | 4617 (6 etapas)   | Oscar Gálvez Héctor Godoy              | Ford V8                   | 122,889 | Se registran graves accidentes en la rotonda de San Justo durante la última etapa, con espectadores muertos y heridos. Última llegada al Autódromo de Buenos Aires                                                      |
| 1961        | XXXIX         | TC            | Mercedes Mendoza Bariloche Comodoro Rivadavia La Plata                                                      | 5247 (6 etapas)   | Oscar Gálvez Héctor Godoy              | Ford V8                   | 133 | Por los accidentes del año anterior, a partir de 1961 la meta se ubica en un lugar alejado de la Ciudad de Buenos Aires                                                                                                 |
| 1962        | XL            | TC            | Mercedes Neuquén Esquel Rawson Viedma Dolores                                                               | 3898 (5 etapas)   | Félix Peduzzi Luis Di Bernardo         | Chevrolet Master          | 127,4 | |
| 1963        | XLI           | TC            | Mercedes Santa Rosa Mendoza La Rioja Arrecifes                                                              | 3814 (5 etapas)   | Carlos Pairetti Rubén Aied             | Chevrolet Master          | 147,342 | |
| 1964        | XLII          | TC            | Mercedes Zapala San Juan Mina Clavero Arrecifes                                                             | 3953 (5 etapas)   | Juan Manuel Bordeu Alberto Lozano      | Chevrolet Master          | 149,368 | |
| 1965        | XLIII         | TC            | Luján Santa Rosa Santiago del Estero Capilla del Monte Carmen de Areco                                      | 4938 (6 etapas)   | Eduardo Casá Raul Casarín              | Ford V8                   | 125,845 | |
| 1966        | XLIV          | TC            | Mercedes Zapala Esquel Rawson Necochea                                                                      | 4187 (6 etapas)   | Carlos Pairetti Rubén Aied             | Chevrolet Master          | 153,807 | |
| 1967        | XLV           | TC            | Olavarría San Rafael San Juan San Luis 9 de Julio                                                           | 3044 (4 etapas)   | Eduardo Copello Héctor Paredes         | Torino                    | 188,248 | Último Gran Premio antes de la prohibición de las carreras en ruta tras las muertes de Jorge Kissling y Segundo Taraborelli en la "Vuelta de Balcarce-Lobería" de 1968                                                  |
| 1968 - 1969 | No se disputó | No se disputó | No se disputó                                                                                               | No se disputó     | No se disputó                          | No se disputó             | No se disputó | No se disputó |
| 1970        | XLVI          | TCA           | Venado Tuerto Mendoza Zapala Viedma                                                                         | 2815 (3 etapas)   | Rubén Luis Di Palma Oscar Rutte        | Torino                    | 158 | Primera edición con reglamento técnico de TC Fórmula A. El ACA delega la fiscalización en CADAD y pasa a ser solamente organizador                                                                                      |
| 1971        | XLVII         | TC            | Concordia Corrientes Posadas Paraná                                                                         | 2920 (3 etapas)   | Carlos Marincovich José Damen          | Torino                    | 151,717 | |
| 1972        | XLVIII        | TC            | Rafaela Santiago del Estero Formosa Salta La Rioja San Francisco                                            | 3792 (5 etapas)   | Héctor Gradassi Miguel Gorosito        | Ford Falcon               | 157 | |
| 1973        | No se disputó | No se disputó | No se disputó                                                                                               | No se disputó     | No se disputó                          | No se disputó             | No se disputó | No se disputó |
| 1974        | XLIX          | TC            | Concordia Posadas Cataratas del Iguazú Corrientes Paraná                                                    | 2208 (4 etapas)   | Juan María Traverso Francisco Reiter   | Ford Falcon               | 192,4 | |
| 1975        | L             | TC            | Paraná Concordia Oberá Corrientes Paraná                                                                    | 1996 (4 etapas)   | Jorge Recalde Mario Mora               | Ford Falcon               | 197,051 | Última edición organizada por el ACA |
| 1976 - 1977 | No se disputó | No se disputó | No se disputó                                                                                               | No se disputó     | No se disputó                          | No se disputó             | No se disputó | No se disputó |
| 1978        |               | TC            | Necochea Bahía Blanca Trelew Esquel Comodoro Rivadavia                                                      | 1996 (5 etapas)   | Juan María Traverso                    | Ford Falcon               | 199,104 | ACTC toma la posta en la organización tras la decisión del ACA de no realizar más carreras en ruta a partir de 1977. La última etapa se realiza íntegramente en el Autódromo de Comodoro Rivadavia (30 vueltas)         |
| 1979        | No se disputó | No se disputó | No se disputó                                                                                               | No se disputó     | No se disputó                          | No se disputó             | No se disputó | No se disputó |
| 1980        |               | TC            | Pehuajó Neuquén regreso                                                                                     | 1827 (2 etapas)   | Francisco Espinoza                     | Chevy                     | 231,5 | Tras el conflicto con CADAD, ACTC se hace cargo de la fiscalización. Última carrera en ruta realizada en varias provincias de Argentina sin tramos de enlace                                                            |

- Las ediciones disputadas antes de 1951 no llevaron numeración oficial. La primera en llevarla fue la edición de 1951 (XXX)